# دیو گیلاندرز
دیو گیلاندرز (به انگلیسی: Dave Gillanders) (زادهٔ ۱۸ مهٔ ۱۹۳۹) شناگر اهل ایالات متحده آمریکا است.